# Сагды, Чечекмаа Тулуш-ооловна
Чечекмаа Тулуш-ооловна Сагды (род 30 мая 1944) — учёный-биолог, доктор биологических наук, профессор, Заслуженный деятель науки Республики Тыва;
Почетный работник высшего профессионального образования РФ; героиня Золотой книги Почета «Лучшие люди XX века»; первый тувинской доктор биологических наук; инициатор создания международного биосферного заповедника «Убсунурская котловина» и Убсунурского международного центра биосферных исследований (УМЦБИ) РТ и СО РАН; руководитель группы по разработке Концепции развития училищ начального профессионального образования в Республике Тыва (1996—1998 гг.); депутат Верховного Хурала (Парламента) РТ.

## Биография
Родилась 30 мая 1944 года в селе Хор-Тайга Сут-Хольского хошуна Тувинской народной республики. В 1962 году закончила политехническую школу № 2 г. Кызыла серебряной медалью. После окончания школы работала учителем в Хор-Тайгинской, Кызыл-Тайгинской и Суг-Аксынской школах. В 1970 году закончила Кызылский государственный педагогический институт по специальности «Учитель биологии». С 1996 года работает в Тувинском государственном университете. 8 апреля 1992 года на заседании специализированного совете Биологического института СО РАН (г. Новосибирск) защитила кандидатскую диссертацию на тему «ГЕМОЦИТЫ ЧЕРНОТЕЛОК (COLEOPTERA, TENSBRIONIDAE) ПРОЕКТИРУЕМОГО БИОСФЕРНОГО КЛАСТЕРНОГО ЗАПОВЕДНИКА „УБСУ-НУР“ (МОРФОЛОГИЯ, ФИЗИОЛОГИЯ И ТАКСОНОМИЧЕСКОЕ ЗНАЧЕНИЕ)». Ученая степень кандидата биологических наук присуждена 7 марта 1992 года, специальность 03.00.09-Энтомология. Докторскую диссертацию защитила 12 марта 1996 года на заседании диссертационного совета Института проблем экологии и эволюции РАН им. А. И. Северцова (г. Москва). Ученая степень доктора биологических наук присуждена 7 июля 1996 года, специальность 03.00.09-Энтомология. С 28 февраля 1999 года — депутат Верховного Хурала (Парламента) Республики Тыва. Имя Сагды Ч. Т. внесено в Золотую книгу Почета «Лучшие люди XX века».

## Трудовая деятельность
С 1969 г.- Лаборант, ассистент, старший преподаватель, доцент кафедры биологии КГПИ.
С 1994 г.- Заведующий кафедрой зоологии и физиологии человека и животных КГПИ.
С 1996 г.- Заведующий кафедрой экологии и зоологии, профессор кафедры экологии и зоологии ТувГУ.
С 2008 г.- Профессор кафедры педагогики и методики дошкольного и начального образования КПИ ТувГУ.
С 1999 г.- депутат Верховного Хурала (Парламента) РТ.

## Научно-педагогическая деятельность
1.Опытный энтомолог, почвенный зоолог, эколог
, владеющий многоканальными методами экспедиционных и лабораторно-экспериментальных научных исследований. Более 30 лет возглавляла и участвовала в выполнении научного проекта по биоразнообразию и зоодиагностике почв естественных и антропогенных экосистем Тывы и сопредельных территорий Монголии.
2.Впервые комплексно изучила одну из наиболее заметных групп насекомых-индикаторов почвенно-климатических условий ландшафтов, используя разнообразные гистохимические, ультраструктурные, морфологические, физиологические, этологические, статистические и другие методы. Высоким эндемизмом насекомых подтверждена Убсунурская котловина как один из центров фауногенеза Центральной Азии, что имело огромное значение для присвоения статуса Памятника всемирного человеческого наследия. Разработанный ею метод гематологического контроля имеет исключительное значение для определения физиологического состояния насекомых при проведении экологического мониторинга экосистем.
3.Один из инициаторов создания международного биосферного кластерного заповедника «Убсунурская котловина» и Убсунурского международного центра биосферных исследований.
4.Участник международных программ «90-меридиан», «Эксперимент Убсу-Нур».
5.Руководитель группы по разработке Концепции развития училищ начального профессионального образования в Республике Тыва. На основе этой концепции Министерством общего и профессионального образования РТ были открыты училища начального профессионального образования в Бай-Тайгинском, Тоджинском, Тандинском кожуунах, в Чадане, Шагонаре, Ак-Довураке, Кызыле. Филиалы профучилищ городов Кызыла, Шагонара, Чадана были открыты во многих школах Республики Тыва, они способствовали получению рабочих специальностей выпускникам сельских школ и сельской молодежи, которые не моги продолжить учебу в средних и высших учебных заведениях. В дальнейшем они способствовали в формировании профильных старших классов в школах.
6. Один из разработчиков национально-регионального стандарта общего образования Республики Тыва (2004—2005 гг.)
7.Руководитель творческих педагогических групп учреждений общего образования, которые являлись экспериментальными инновационными площадками Республики Тыва и федеральными экспериментальными площадками института образовательной политики «Эврика» Минобрнауки РФ. Была Ученым секретарем Академии творческой педагогики по Республике Тыва.
8.Один из инициаторов открытия послевузовских курсов по подготовке педагогов-валеологов, а также аспирантуры по охране окружающей среды и экологии при Тувинском государственном университете.

## Награды и звания
1.Серебряная медаль по окончании 11-летней политехнической школы № 2 г. Кызыла (1962).
2. «Чемпион Республики Тыва по шахматам» — Почетная грамота шахматной федерации Республики Тыва (1962 и 1963 годы).
3. Почетный работник высшего профессионального образования Российской Федерации (2001).
4.Ветеран труда (2002).
5.Заслуженный деятель науки Республики Тыва (2004).
6.Почетная грамота Председателя Правительства Республики Тыва.
7.Почетная грамота Департамента развития в сфере природопользования и охраны окружающей среды МПР России по Сибирскому федеральному округу за особый вклад в дело охраны окружающей среды (2003).
8. «Алдын шынзылга» (включена в Государственную книгу «Лучшие люди Республики Тыва XX века»).
9.Памятная медаль «90 лет Всесоюзного Ленинского Коммунистического Союза Молодежи».
10.Почетные грамоты Председателя Правительства Республики Тыва, Парламента Республики Тыва.
11. Памятная юбилейная медаль Республики Тыва (2015).
Заслуженные звания российского значения:
1.Диплом Академика Академии творческой педагогики России (2004);
2.Диплом Народного педагога Академии творческой педагогики России (2004);
4.Диплом «Проектировщик образовательной деятельности» Института проблем образовательной политики «Эврика» Министерства образования и науки РФ (2006)
5.Диплом «Почетный профессор Убсунурского международного центра биосферных исследований РТ и СО РАН» (2010)
6."Почетный работник высшего профессионального образования РФ".
Заслуженные звания, награды республиканского значения:
1. «Человек года-96» в номинации «Наука» («Центр Азии», 1996);
2.Диплом «Лучший преподаватель высшего профессионального образования Республики Тыва» (2004);
3. Почетные грамоты Министерства образования и науки Республики Тыва
4.Диплом «Ветеран ТывГУ» (2012).
5.Заслуженный деятель науки Республики Тыва

## Научные труды
Автор более 100 научных трудов и монографий.
1.Сагды, Чечекмаа Тулуш-ооловна. Жуки чернотелки (Coleoptera, Tenebrionidae) Убсунурской котловины : диссертация … доктора биологических наук : 03.00.09. — Москва, 1996. — 269 с. : ил.
2.Сагды Чечекмал Тулуш-Ооловна. Жуки чернотелки (Coleoptera, Tenehrionidae) Убсунурской котловины : автореферат дис. … доктора биологических наук : 03.00.09 / Рос. гос. пед. ун-т. — Москва, 1996. — 48 с.
3.Сагды Ч. Т., Аракчаа Л. К., Курбатская С. С., Сарбаа Д. Д.. Дадаа Г. И. Эксперимент Убсу-Нур (монографический научный отчет по теме 1/85, гос. Регистр. 01.85.018242) (препринт).- Деп. в ВИНИТИ № 02. 0081458. — 1987 (5,09 п.л)
4.Сагды Ч.Т Сравнительная и функциональная морфология гемоцитов жуков семейства Чернотелки.- Кызыл: Тувинское книжное издательство, 1991- (8,6 п.л.)
5.Сагды Ч. Т. Жуки-чернотелки биосферного кластерного заповедника «Убсунурская котловина» Санкт-Петербург: Изд-во «Образование», 1994. (6,5 п.л)
6.Сагды Ч. Т. Жуки чернотелки (Coleoptera, Tenebrionidae) биосферного кластерного заповедника «Убсунурская котловина» −2-е дополн. изд. — Кызыл: Изд-во ТувГУ, 2017 (10,68 п.л.)
7.Стебаев И. В., Сагды Ч. Т., Курбатская С. С., Пивоварова Ю., Останец Ж. Ф. Ончалаан как натурная модель развития биогеоценозов стоковых серий ландшафтов Убсунурской котловины.- 2018. (8,4 п.л.)
8.Стебаев И. В., Сагды Ч. Т., Курбатская С. С., Пивоварова Ю., Останец Ж. Ф. Ончалаан как натурная модель развития биогеоценозов стоковых серий ландшафтов Убсунурской котловины.- 2-е дополн изд..-Кызыл: : Изд-во ТувГУ 2018. (10,5 п.л.)
9.Сагды Ч. Т. ЭКОЛОГИЧЕСКИЕ КОМПЛЕКСЫ ЧЕРНОТЕЛОК (СО1ЕОРTЕГА, CARABIDAE, TENEBRIONIDAE) УБСУНУРСКОЙ КОТЛОВИНЫ (ТУВЫ) Энтомологическое обозрение. 1995. Т. LXXIV. № 3. С. 568
10.Сагды Ч. Т., Суханова К. М., Комаров С. А. УЛЬТРАСТРУКТУРА И ФУНКЦИОНАЛЬНАЯ АКТИВНОСТЬ КЛЕТОК ГЕМОЛИМФЫ БОЛЬШОГО МУЧНОГО ХРУЩАКА (COLEOPTERA, TENEBRIONIDAE). Цитология. 1995. Т. 37. № 12. С. 1207.
11.Sagdy C.T. DARKLING BEETLE (COLEOPTERA, TENEBRIONIDAE) ECOLOGICAL COMPLEXES OF UBSUNUR HOLLOW (TUVA) Entomological Review. 1996. Т. 75. С. 96.
12.Жуки чернотелки (Coleoptera, Tenebrionidae) биосферного кластерного заповедника «Убсунурская котловина» : Монография / Рос.-монгол. Убсунур. междунар. Центр биосфер. исслед., Рос. гос. пед. ун-т им. А. И. Герцена. — 1994.